# تویونو، اوساکا
تویونو، اوساکا (به لاتین: Toyono, Osaka) یک منطقهٔ مسکونی در ژاپن است که در استان اوساکا واقع شده‌است. تویونو ۲۲٬۲۹۶ نفر جمعیت دارد.